# Soup for One (chanson)
Pour l’article homonyme, voir  Soup for One (film).
Singles de Chic
Stage Fright
(1981) Hangin'
(1982)
Soup for One est une chanson du groupe Chic, écrite par Nile Rodgers et Bernard Edwards, parue sur la bande originale du film Soup for One et sortie en single au début de 1982. Si le titre ne rencontre qu'un succès modeste au Billboard Hot 100, hit-parade américain, il rencontre un succès au classement des singles de soul, en se classant à la quatorzième place.
En 2000, Soup for One est samplé par le groupe de house français Modjo pour leur chanson  Lady (Hear Me Tonight). Dans ses performances en public, Chic joue généralement Soup for One dans un pot-pourri avec Lady (Hear Me Tonight).

## Liste des titres
Toutes les chansons sont écrites et composées par Bernard Edwards et Nile Rodgers.
| A. | Soup for One | 3:08 |
| B. | Burn Hard    | 3:39 |

## Classements
| Classement (1982)             | Meilleure position |
| ----------------------------- | ------------------ |
| États-Unis (Hot 100)          | 80                 |
| États-Unis (Hot Soul Singles) | 14                 |
| France (IFOP)                 | 72                 |
| Italie (Musica e dischi)      | 38                 |